# Большой медоуказчик
Большой медоуказчик (лат. Indicator indicator) — вид птиц из семейства медоуказчиковых. Подвидов не выделяют. Известен своей способностью приводить людей к пчелиным ульям в лесу. Существует также мнение (оспариваемое), что птица может указывать на колонии пчёл и животным, например, медоедам или павианам.

## Распространение
Обитают в Африке южнее Сахары. Предпочитают различные ландшафты, где присутствуют деревья, но не живут в западноафриканских джунглях.

## Описание

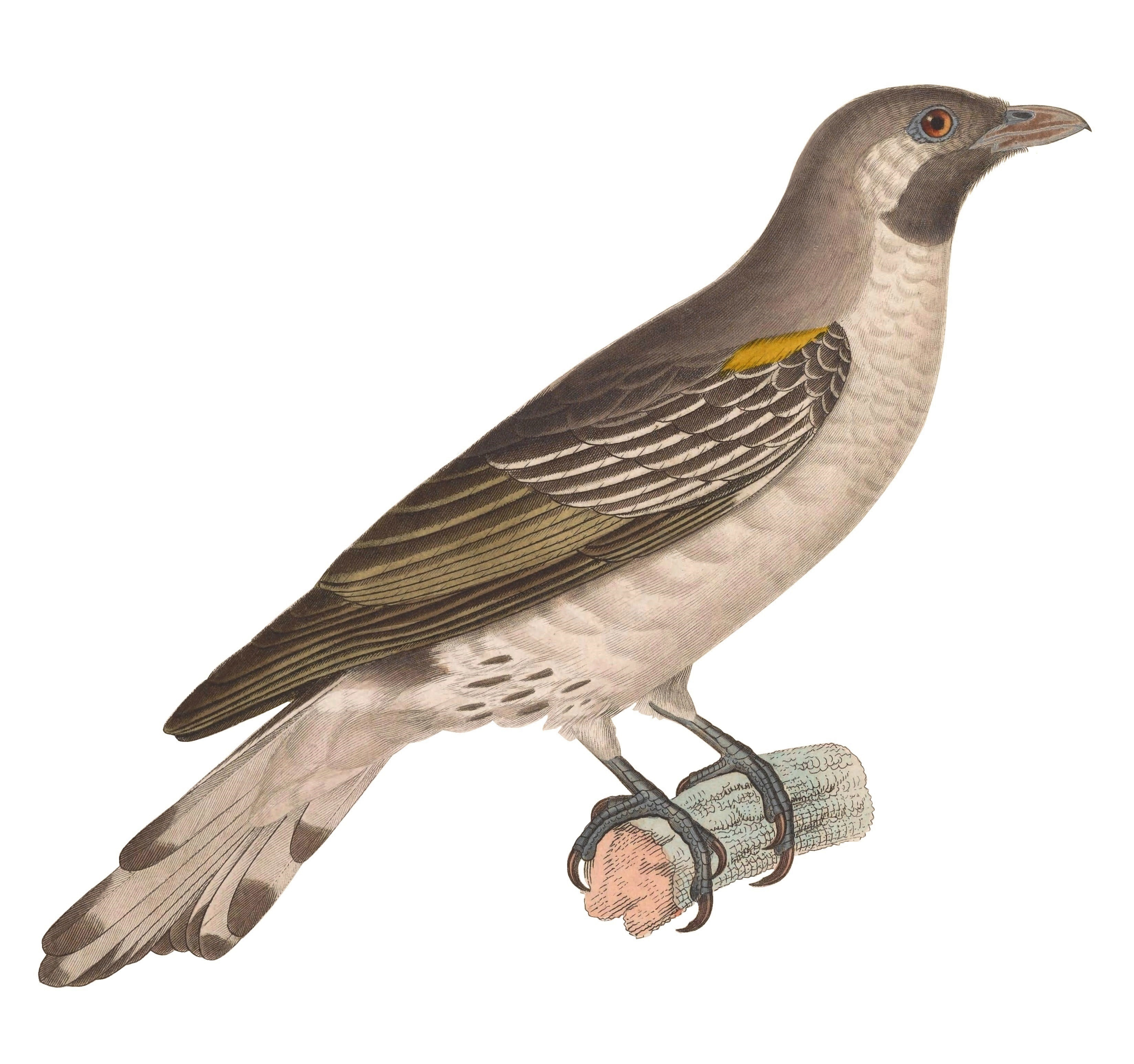
Взрослый самец. Автор иллюстрации Nicolas Huet

Длина тела около 20 см, масса примерно 50 г. Верхние части тела самца тёмно-серо-коричневые, а нижние — белые, горло чёрное. Крылья покрыты беловатой штриховкой, на плече жёлтое пятно. Клюв розовый.
Самки окрашены в более тусклые тона, у них отсутствует чёрное горло, а клюв черноватый. Незрелые молодые особи выглядят весьма примечательно: у них оливково-коричневые верхние части тела, белый круп, жёлтые горло и верхняя часть груди.

## Рацион
Питаются тем, что могут найти в разорённом пчелином улье, в том числе пчелиным воском (это одна из немногих птиц, способных переварить его), а также летающими насекомыми, например, термитами.

### Указание на ульи людям
Представители вида известны своей способностью приводить людей к ульям диких пчёл. При этом некоторые местные племена используют специальные свистки или звукоподражание, чтобы отвечать птице. Это позволяет увеличить эффективность «сотрудничества» с ней. После вскрытия и разорения улья людьми медоуказчик поедает то, что осталось. У некоторых групп существует традиция оставлять часть пчелиных продуктов птице специально и поверие, что если этого не делать, обиженный медоуказчик может в качестве мести привести человека вместо улья к опасному животному. Другие, однако, утверждают, что намеренное оставление благодарности «развращает» птицу.
В некоторых частях Кении отсутствие ответного интереса со стороны людей привело к прекращению указательного поведения медоуказчиков.

## Гнездовой паразитизм
Представители вида практикуют гнездовой паразитизм. Он откладывают белые яйца порциями по 3—7 штук, всего 10—20 яиц в год. Каждое яйцо самка медоуказчика откладывает в гнездо птицы другого вида, причем обычно разбивает при этом её собственные яйца.

## Охранный статус
МСОП присвоил виду охранный статус LC.